# Polypedilum pseudacifer
Polypedilum pseudacifer är en tvåvingeart som beskrevs av Oksana V. Zorina och Makarchenko 2000. Polypedilum pseudacifer ingår i släktet Polypedilum och familjen fjädermyggor. Inga underarter finns listade i Catalogue of Life.